# Akihiro Endo
Akihiro Endo (japonsky 遠藤 彰弘, * 18. září 1975) je bývalý japonský fotbalista.

## Klubová kariéra
Hrával za Yokohama F. Marinos a Vissel Kobe.

## Reprezentační kariéra
S japonskou reprezentací se zúčastnil Letních olympijských her 1996.